# Otobreda 127/64
L'Otobreda 127/64 ou Oto Melara 127/64 légère (LW) est un canon naval sur affût approprié pour l' installation sur des bâtiments de moyenne et grande taille. Il y a également une version pour la défense côtière, destinée à un feu de surface et le soutien de la  lutte antiaérienne. La compacité du système d'alimentation du canon rend possible l'installation sur des embarcations de section étroite.

## Description
Le canon peut tirer toutes les munitions standards de calibre 127 mm, y compris les nouvelles munitions guidées à longue portée Vulcano.
Les magasins d'alimentation automatiques modulaires permettent de tirer jusqu'à quatre types de munition différents et immédiatement sélectionnables; les magasins (quatre tambours, chacun avec un obus prêt à tirer et 13 autres munitions en magasin) peuvent être rechargés pendant le fonctionnement.
Un système de manipulation des munitions est disponible pour transporter les projectiles et les charges propulsives du magasin de munitions principal aux magasins d’alimentation, qui sont automatiquement rechargés. Le flux de munitions est réversible. Les cartouches peuvent être automatiquement déchargées du pistolet. Des interfaces numériques et analogiques sont disponibles pour tout système de gestion de combat, également conformément au protocole COBRA.
Le support de canon naval 127/64 LW comprend un module Vulcano, qui agit de deux manières :
- Programmer un fusible et un système de guidage de munitions.
- Planification et exécution de mission pour des actions de soutien au tir naval (solutions de tir, sélection de munitions, définition de trajectoires et de séquences de tir, calculs balistiques prenant en compte le type de munitions, etc.), en autonome ou en interaction avec le système réseau du navire.

## Utilisateurs

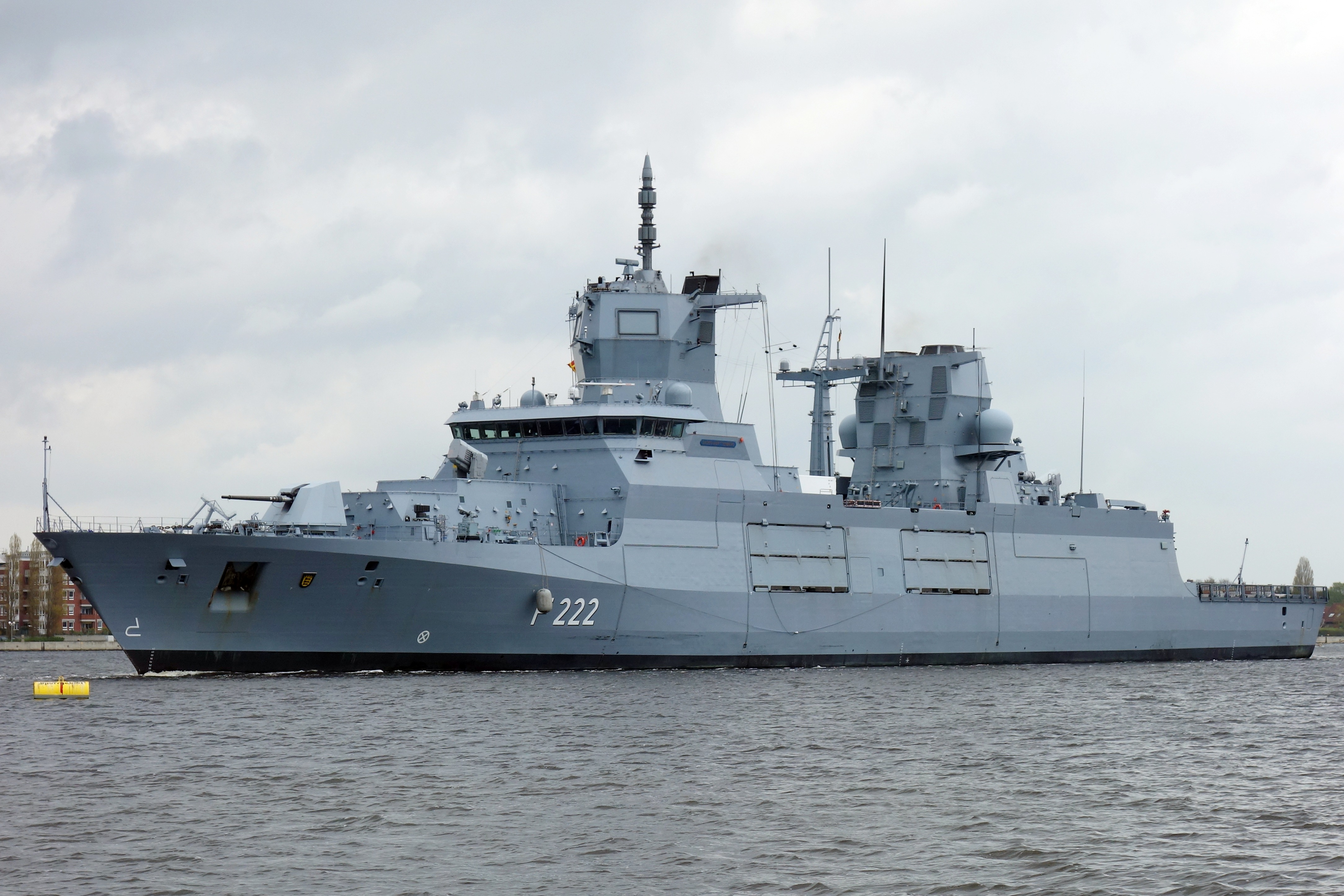
Le Baden-Württemberg, une frégate de la classe Baden-Württemberg de la Marine allemande, équipée du Otobreda 127/64

### Opérateurs actuels
Algérie :
- classe El Radii[3]

 Allemagne :
- Classe Baden-Wurtemberg[4],[5]

 Italie :
- FREMM
- Navire de patrouille polyvalent offshore PPA

 Égypte
- FREMM

### Opérateurs futurs
Espagne
- Classe F-110

 Pays-Bas
- Classe De Zeven Provinciën